# Victor Navone
Victor Navone (* 2. Februar 1970 in San Diego, Kalifornien, USA) ist ein US-amerikanischer Character-Animator bei Pixar.
Nach seinem Highschool-Abschluss im Jahre 1988 graduierte er mit dem Bachelor of Arts in Studio Art an der University of California. Anschließend verbrachte er ein Jahr in Frankreich mit Reisen und Kunstunterricht, bevor er 1993 wieder nach San Diego zurückkehrte.
Ein Jahr lang hielt er sich mit kleineren Jobs über Wasser, bis er dann bei dem Computerspiele-Hersteller Presto Studios angestellt wurde.
Aufsehen erregte er weltweit, als er das bekannte „Alien Song“-Video erstellte – eine animierte Parodie von Gloria Gaynors Nummer-eins-Hit I Will Survive. Ursprünglich hatte Victor mit diesem Film nur die Absicht, seine Character-Animation-Fähigkeiten zu erweitern, aber der Film stieß bei der Internet-Gemeinde auf große Begeisterung, was dazu führte, dass er per E-Mail eine große Verbreitung fand.
Tatsächlich landete der Film eines Tages im Dezember 1999 bei dem Pixar-Präsident, der sich daraufhin für eine Anstellung Navones bei Pixar einsetzte.
Seitdem hat er an Filmen wie Monster AG, Findet Nemo und Die Unglaublichen gearbeitet.